# 東中野 (中野区)

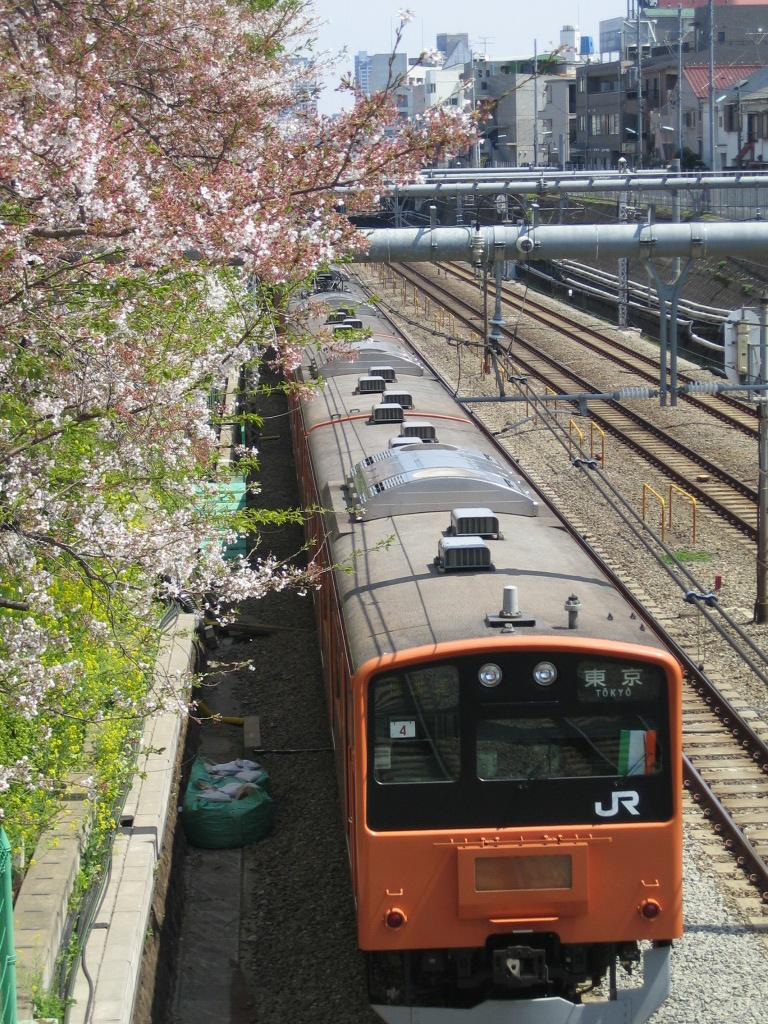
中央線201系と東中野駅西方の桜並木

東中野（ひがしなかの）は、東京都中野区の町名。現行行政地名は東中野一丁目から五丁目。住居表示実施済み区域である。

## 地理
中野区の最東部に位置し、神田川にも接している。西部は中野区中野、南部は大久保通りを境に中野区中央、神田川を境に東部を新宿区北新宿、北部は早稲田通りを境に新宿区上落合と中野区上高田に接する。北東部は新宿区高田馬場にも接している。町域内は主に住宅地として利用されている。鎮守は、氷川神社。
東中野には東中野駅があり、中央・総武緩行線と都営大江戸線が利用可能である。また、上落合との境となる早稲田通り沿いに東京メトロ東西線の落合駅もあり、こちらも利用可能である。地域のほぼ中央を山手通りが縦貫し、車の往来も多い。
明治大学付属中野中学校・高等学校があり、山手通り～早稲田通り間にある東中野ギンザ通りには学生向けの飲食店が立ち並び、土日の昼時には学生で賑わう。
東中野一丁目から三丁目は住宅が密集している。東中野駅西口から明治大学付属中野中学校・高等学校にかけて、二丁目と三丁目の境を走るJR線は堀切になっており、その側崖にはサクラが植えられ、春になると多くの写真家や鉄道愛好者などが撮影に訪れる有名なスポットである。
東中野四丁目は駅周辺にポレポレ東中野というミニシアターや飲食店街の東中野ムーンロード、居酒屋、パチンコ店などが並ぶ商業地となっている。

東中野五丁目には2008年度まで中野区立東中野小学校があったが、中野昭和小学校と統合した。また、結婚披露宴会場のWest53rd日本閣が存在したが2020年に閉鎖された。なお、同跡地には高層マンションや複合商業施設であるユニゾンモールがオープンした。

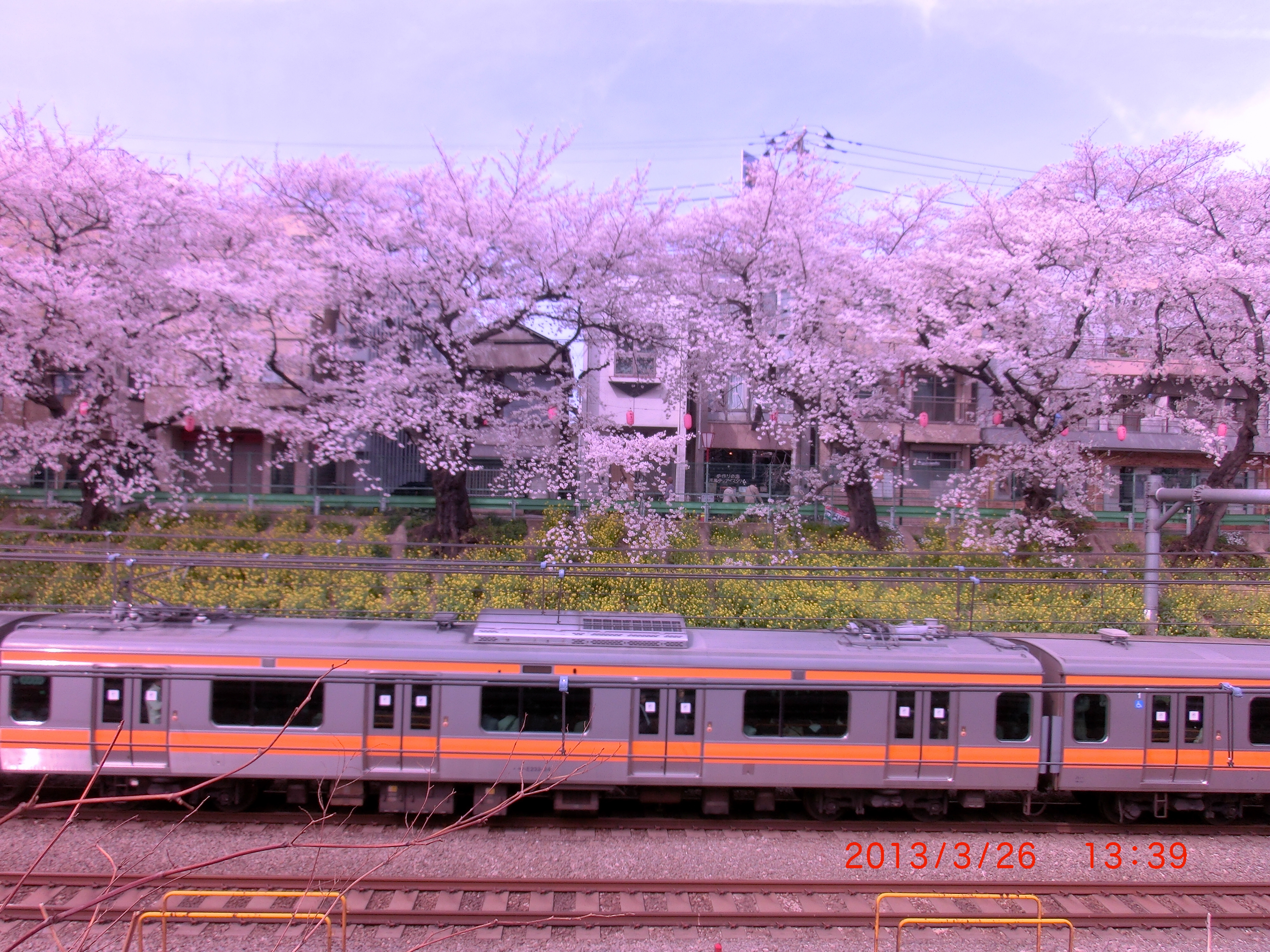
JR・都営地下鉄 東中野駅の西方の中央線線路沿いの桜並木と菜の花。2017年12月に全て伐採予定であった。2025年現在は残置。

### 地価
住宅地の地価は、2025年（令和7年）1月1日の公示地価によれば、東中野1-14-5の地点で96万7000円/m2、東中野2-33-2の地点で85万1000円/m2となっている。

## 歴史

### 旧町名と現町名との対比
1966年10月1日の住居表示実施により、現行の東中野一丁目から五丁目が成立した。旧町名との対比は以下の通り。
- 東中野一丁目 = 氷川町、川添町、宮園通一丁目の各一部
- 東中野二丁目 = 上ノ原町、高根町の各全域、氷川町、宮園通一丁目の各一部
- 東中野三丁目 = 桜山町、昭和通一丁目の各一部
- 東中野四丁目 = 住吉町の全域、桜山町、小滝町、氷川町の各一部
- 東中野五丁目 = 小滝町の一部

## 世帯数と人口
2023年（令和5年）1月1日現在（東京都発表）の世帯数と人口は以下の通りである。
| 丁目         | 世帯数     | 人口     |
| ------------ | ---------- | -------- |
| 東中野一丁目 | 4,686世帯  | 7,147人  |
| 東中野二丁目 | 2,741世帯  | 4,463人  |
| 東中野三丁目 | 2,158世帯  | 3,258人  |
| 東中野四丁目 | 2,891世帯  | 4,303人  |
| 東中野五丁目 | 2,896世帯  | 4,753人  |
| 計           | 15,372世帯 | 23,924人 |

### 人口の変遷
国勢調査による人口の推移。
| 年                 | 人口   |
| ------------------ | ------ |
| 1995年（平成7年）  | 18,957 |
| 2000年（平成12年） | 19,556 |
| 2005年（平成17年） | 19,623 |
| 2010年（平成22年） | 21,456 |
| 2015年（平成27年） | 23,275 |
| 2020年（令和2年）  | 24,802 |

### 世帯数の変遷
国勢調査による世帯数の推移。
| 年                 | 世帯数 |
| ------------------ | ------ |
| 1995年（平成7年）  | 10,045 |
| 2000年（平成12年） | 11,242 |
| 2005年（平成17年） | 11,587 |
| 2010年（平成22年） | 13,486 |
| 2015年（平成27年） | 14,688 |
| 2020年（令和2年）  | 15,672 |

## 学区
区立小・中学校に通う場合、学区は以下の通りとなる（2024年4月現在）。
| 丁目         | 番地             | 小学校             | 中学校               |
| ------------ | ---------------- | ------------------ | -------------------- |
| 東中野一丁目 | 全域             | 中野区立塔山小学校 | 中野区立中野東中学校 |
| 東中野二丁目 | 1〜8番 17〜28番  | 中野区立塔山小学校 | 中野区立中野東中学校 |
| 東中野二丁目 | 9〜16番 29〜36番 | 中野区立谷戸小学校 | 中野区立中野東中学校 |
| 東中野三丁目 | 全域             | 中野区立白桜小学校 | 中野区立中野東中学校 |
| 東中野四丁目 | 全域             | 中野区立白桜小学校 | 中野区立中野東中学校 |
| 東中野五丁目 | 全域             | 中野区立白桜小学校 | 中野区立中野東中学校 |

## 交通

### 鉄道
- JR中央・総武緩行線東中野駅
- 都営地下鉄大江戸線東中野駅

### 路線バス
- 東中野駅停留所（西武バス）
  - 宿20他 - 池袋駅東口（西武百貨店前）行、新宿駅西口行
- 並木通り停留所（西武バス）
  - 宿20他 - 池袋駅東口（西武百貨店前）行、新宿駅西口行
- 東中野駅西口停留所（関東バス）
  - 百01 - 高田馬場駅行
- 東中野駅東口停留所（関東バス）
  - 百01 - 高田馬場駅行
- 東中野一丁目停留所（東中野駅南側）（関東バス）
  - 百01 - 高田馬場駅行
- 東中野一丁目停留所（大久保通り沿い）（関東バス）[13]
  - 宿05/中01 - 野方駅行、新宿西口行
- 東中野地域センター停留所（関東バス）
  - 百01 - 高田馬場駅行、東中野駅行
- 東中野本通り停留所（関東バス）
  - 百01 - 高田馬場駅行、東中野駅行
- 東中野二丁目停留所（京王バス）
  - 渋64 - 中野車庫行、中野駅行

### 道路
- 東京都道433号神楽坂高円寺線（大久保通り）
- 東京都道・埼玉県道25号飯田橋石神井新座線（早稲田通り）
- 東京都道317号環状六号線（山手通り）

### 愛称のある区道
- 神田川四季の道（東中野1丁目19番～東中野5丁目30番）
- 桜山通り（東中野3丁目）
- 東中野ギンザ通り（東中野3丁目）

### 商店街
- 東中野名店会商店街（東中野1丁目）
- 東中野並木通商店会（東中野2丁目）
- 東中野ギンザ通り（東中野銀座商店会、東中野3丁目）
- 東中野ムーンロード（東中野駅前飲食店会、東中野4丁目）
- 東中野本通り共栄会（東中野4丁目、5丁目）

## 事業所
2021年（令和3年）現在の経済センサス調査による事業所数と従業員数は以下の通りである。
| 丁目         | 事業所数    | 従業員数 |
| ------------ | ----------- | -------- |
| 東中野一丁目 | 310事業所   | 1,691人  |
| 東中野二丁目 | 123事業所   | 2,086人  |
| 東中野三丁目 | 242事業所   | 3,646人  |
| 東中野四丁目 | 265事業所   | 2,384人  |
| 東中野五丁目 | 144事業所   | 1,109人  |
| 計           | 1,084事業所 | 10,916人 |

### 事業者数の変遷
経済センサスによる事業所数の推移。
| 年                 | 事業者数 |
| ------------------ | -------- |
| 2016年（平成28年） | 961      |
| 2021年（令和3年）  | 1,084    |

### 従業員数の変遷
経済センサスによる従業員数の推移。
| 年                 | 従業員数 |
| ------------------ | -------- |
| 2016年（平成28年） | 7,858    |
| 2021年（令和3年）  | 10,916   |

## 施設
- ユニゾンスクエア
- 中野区立東中野地域センター
- 東中野図書館
- クロス・ウェーブ東中野（ホテル・研修施設）
- ホスピタリティツーリズム専門学校
- 東京日本語文化学校
- 関東バス本社（小滝橋付近）
- 都営バス小滝橋営業所[16]
- 氷川神社
- 梅若能楽学院会館
- 中野区立中野東中学校
- 中野区立東中野小学校跡地
- ひがしなかの幼稚園
- グレートドーム東中野校　(個別指導・進学塾)
- 落合郵便局
- 明治大学付属中野中学校・高等学校

## 東中野を舞台とした作品

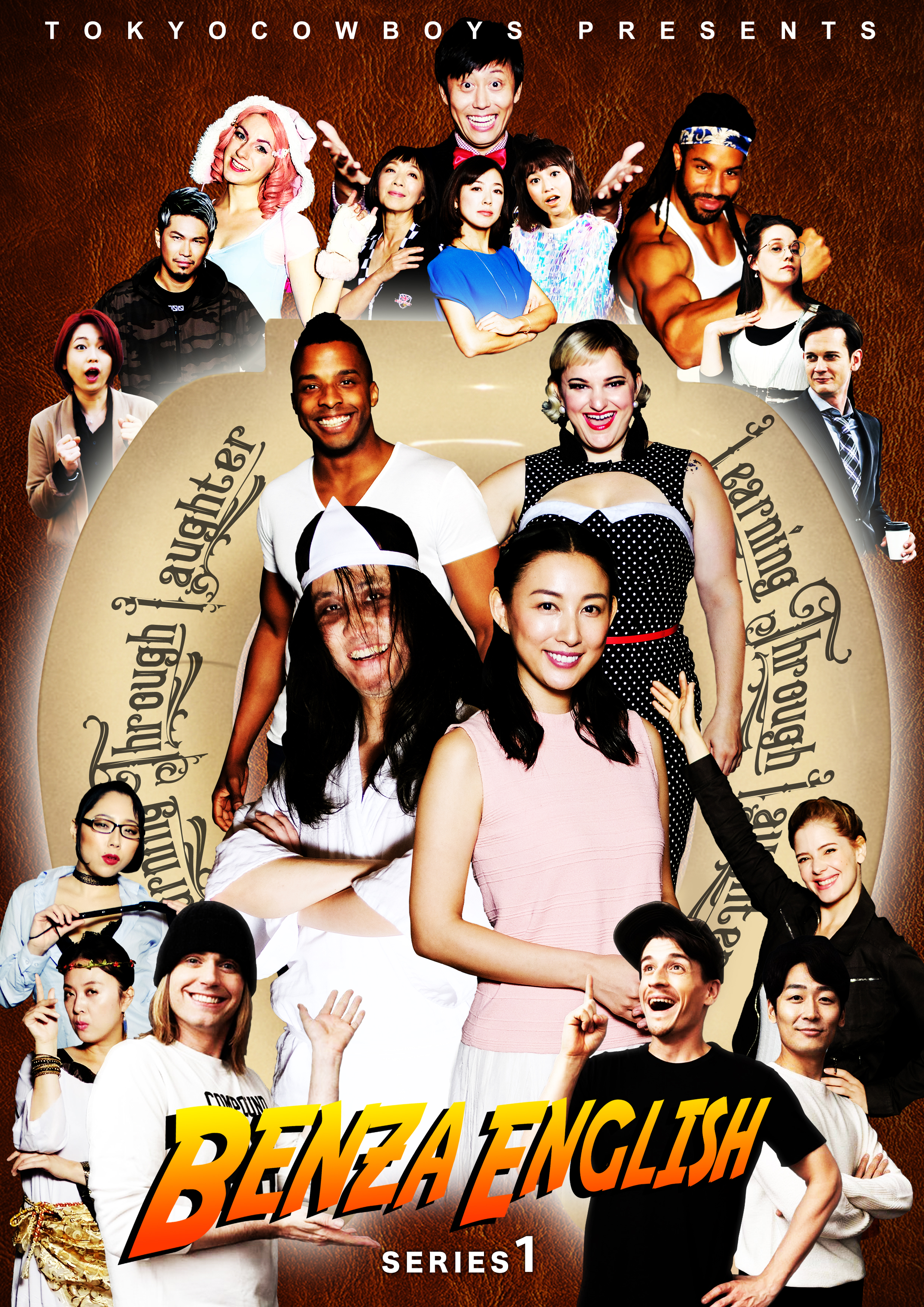
Benza Englishポスター

### 小説
- 『夏草の女たち』（1984年落合恵子著）当初の題名は「東中野ハウスの夏」。第91回直木賞候補作品。東中野を舞台にしている。

### 映画
- 『夏草の女たち』（1987年の映画）小説の映画化。脚本は高際和雄、監督は高橋勝、撮影は山田一夫。

### テレビドラマ
- Benza English (2020年Amazonプライムビデオ) [17]作中の舞台であり、東中野タレント事務所等固有名詞としても使われている。
- The Benza　(2019年Amazonプライムビデオ) [18]作品の舞台は東中野をモデルにしており、撮影も東中野で行われている。

### ゲーム
- The Benza RPG [19]スマホ冒険のフィールドは東中野をモデルに細部にわたって作成されている。

## その他

### 日本郵便
- 郵便番号 : 164-0003[3]（集配局 : 中野郵便局[20]）。